# Portada/efemèride agost 25
Lluís II de Baviera
« 24 d'agost · 25 d'agost · 26 d'agost »